# Bann (Recht)
Bann bezeichnet die juristische oder religiös aufgeladene Sanktion des Ausschlusses eines abweichlerischen Individuums oder einer Gruppe zum Zwecke der Aufrechterhaltung einer als legitim angesehenen Ordnung.

## Ursprünge
Das Wort Bann leitet sich ab vom französischen ban, das im Mittelalter das Gebiet bezeichnete, das der Gerichtsbarkeit eines Lehnsherren oder Bannherren (Truppenführer) unterstand. Ein Gebannter oder Geächteter hat dort kein Aufenthaltsrecht und befindet sich als „Gesetzloser“ außerhalb der Gerichtsbarkeit, die zugleich Rechtsschutz und Rechtssicherheit bot (siehe dazu auch Vogelfreiheit und Stadt#Freiheit).
Ursprünglich galten Abweichler als von bestimmten negativen Mächten wie Dämonen besessen, an denen man den Bann als magisches Bannen dieser Geister in Gestalt des Exorzismus vollzog. Diese besitzergreifenden Geister trieb und schloss der Bann aus, der insofern einen Schutz bot, wie es noch heute der Begriff der Bannmeile zum Ausdruck bringt.
Aus diesem magisch-exorzistischen Verständnis rührt die Vorstellung, bestimmte Menschen könnten etwas oder jemanden bannen, in ihren Bann ziehen. Darauf gehen die heute landläufigen Formulierungen zurück, etwa: wie gebannt zuschauen oder sich im Bann einer bestimmten Musik befinden.

## Bann als Kategorie im weltlichen und kanonischen Recht
Die Antike praktizierte den Bann in unterschiedlichen Formen, so verbannte das Volk von Athen im Scherbengericht Missliebige aus der Gemeinschaft.
In der Römischen Republik wurde um 450 v. Chr. nach Auseinandersetzungen zwischen Patriziern und Plebejern das Zwölftafelgesetz geschaffen, das grundsätzlich, wenn auch reformiert bis zum Untergang des Römischen Reiches galt. Danach gab es zunächst zwei mögliche Bannformen im Römischen Rechtswesen: aquae et ignis interdictio, bei dem sich ein Straftäter oder Missliebiger – legal – durch Flucht vor der Verurteilung dem (drohenden) Urteil entziehen konnte, aber seine Bürgerrechte und Vermögen verlor und relegatio. Hier wurde den Verurteilten – häufig politisch aktive Personen – eine entfernte Provinz als Aufenthaltsort zugewiesen; er behielt aber seine Bürgerrechte. Ein bekanntes Beispiel für eine lebenslange Verbannung ist der Dichter Ovid. Ab dem Kaiserreich nachgewiesen: deportatio (bei Ehebruch, Brandstiftung, Giftmischerei, Inzest, Fälscherei, Sakrileg, Menschenraub etc.) Der Verbannte besaß nichts weiter als seine Kleidung, verlor seine Bürgerrechte und wurde nicht selten vor oder nach seiner Ankunft im Verbannungsort ermordet. Unter den christlichen Kaisern wurde deportatio auch auf „Sektiererei“ und „Übertretung administrativer Vorschriften“ ausgedehnt. Alle Verbannungsformen konnten politisch motiviert sein.
Die semitische Sprachwelt gibt den Bann als häräm (Absonderung, Verbot, Weihung) wieder, was in feierlicher Form die Aussonderung einer Gabe zur Opferung (siehe auch Sündenbock), oder förmlich die Ausrottung einer feindlichen Gruppe oder eines ganzen Volkes während eines Krieges zelebriert. Auch in den arabischen Wörtern „Haram“ sowie „Harem“ findet er seinen Ausdruck.
Der Bann trat im germanischen Recht als Acht in Kraft bei Mord, Totschlag, Raub, Körperverletzung, Diebstahl, Brandstiftung, Hexerei, falsches Zeugnis, Beleidigung, Vergewaltigung, Inzest etc.
Das Christentum übernimmt den hebräischen Bannbegriff zunächst im Neuen Testament mit dem griechischen Anathema (Kirchenbann). Dieser Begriff, eigentlich Weihegeschenk an Gott, verbindet den Bann mit einem scharfen Fluch bzw. einer Selbstverfluchung und stellt ihn nicht sogleich in einen gruppensozialen, sondern einen ausschließlich theologischen Bezug. Für die Exkommunikation aus der Gemeinde wurde hingegen die Formel der Übergabe an den Satan verwendet (1. Korinther 5,5).
Die christliche Kirche praktiziert den Bann als Buß- und Strafverfahren gegen Häretiker ab dem 4. Jahrhundert mit der Anathemaformel. Im Mittelalter wächst dem Bann die prominente Rolle gesellschaftlicher Brandmarkung zu, der weithin einhergeht mit der Diskriminierung im weltlichen Bereich. Beispiele hierfür sind der Kirchenbann durch Papst Gregor VII. über Heinrich IV. im Zuge des Investiturstreits und die Bannbulle Decet Romanum Pontificem, mit der Martin Luther am 3. Januar 1521 exkommuniziert wurde. (Weiteres siehe: Exkommunikation).
Mit der Aufklärung verliert der Bann seine primär theologische Bedeutung, bleibt aber als juristische Sanktion präsent. Mächte wie Großbritannien, Frankreich oder Russland praktizierten teilweise über Jahrhunderte die Verbannung von Delinquenten; hauptsächlich zum Zwecke der Kolonisierung abgelegener Gebiete.

## Im 20. Jahrhundert
Im 20. Jahrhundert wurde vom Instrument der Bannung in besonderer Weise durch das südafrikanische Apartheidsregime der National Party gegen Organisationen und zahlreiche Bürger ihres Landes Gebrauch gemacht. Diese Maßnahme wurde 1950 mit dem Suppression of Communism Act eingeführt – danach wurde Nelson Mandela mehrmals gebannt –, mit dem Unlawful Organizations Act von 1960 verschärft und mit seinem unter internationalem Druck entstandenen Nachfolgegesetz Internal Security Amendment Act (Act No. 79 / 1976) von 1976, das insgesamt fünf „Sicherheitsgesetze“ änderte, weiter praktiziert.
Die Bannungsanordnungen richteten sich unter dem Vorwurf des Kommunismus gegen alle Kritiker der Apartheid, insbesondere führende Intellektuelle, wie kirchliche Amtsträger, Pädagogen, Hochschullehrer, Schriftsteller und Juristen. Die Bannung bestand aus präzisen Restriktionen, beispielsweise ein umfassendes Betätigungs- und Aufenthaltsverbot, die Bindung an einen konkreten Ort, die Unterbindung jeglicher Publikationen, öffentlicher Auftritte bzw. Teilnahme an Veranstaltungen, das Verbot zum Zusammentreffen mit mehr als einer Person, das Kontaktverbot allgemein und ein Zitierverbot durch Dritte, alles in individueller Festlegung je nach Einzelfall. Diese Bannungspolitik wurde 1971 von dem südafrikanischen Juristen Anthony S. Mathews als „Führerprinzip“ gebrandmarkt.
Mit den Bannungen verbot die Regierung zahlreiche demokratische Organisationen der schwarzen und farbigen Bevölkerung, die sich für Menschenrechte und Gleichberechtigung im Land einsetzten. Das erzeugte wiederum den Prozess des Black Consciousness, einem sich aus der Repression formierenden Selbstbewusstseins und Zusammengehörigkeitsgefühls. Die Bannungsentscheidungen wurden nur auf den in den Gesetzen formulierten Ermächtigungen des zuständigen Justizministers getroffen, lagen außerhalb des Bereichs gerichtlicher Zuständigkeiten und erfolgten ohne Anhörung der Betroffenen. Die Nichtbefolgung der Auflagen, auch bei geringsten Übertritten (beispielsweise: wenige Minuten Verspätung bei Kontrollmeldungen) wurde mit der Mindeststrafe von einem Jahr Haft belegt.
Inzwischen tritt der Bann häufig noch im privaten Bereich und in Organisationen auf, die damit ein Mitglied ausschließen können (beispielsweise wurde 2003 die Organisation Reporter ohne Grenzen für ein Jahr aus der Menschenrechtskommission der Vereinten Nationen ausgeschlossen. Die Organisation hatte mit Flugblättern dagegen protestiert, dass Libyen den Vorsitz in der UN-Menschenrechtskommission übernommen hatte.) In China werden Formen der Bannung gegen Kritiker der dort herrschenden Verhältnisse eingesetzt.